# Astra Airlines
Astra Airlines var ett grekiskt flygbolag baserat i Thessaloniki.
Flygbolaget grundades av Ioannis Zlatanis och Anastasios Zirinis och inledde sin verksamhet den 5 juli 2008 med en flyglinje mellan Thessaloniki och Rhodos.
Sedan 3 januari 2018 flög Astra Airlines den statligt upphandlade linjen mellan Gällivare och Arlanda på uppdrag av Nextjet.

## Flotta
I augusti 2017 bestod Astra Airlines flotta av följande flygplan: